# Phyllis Logan
Phyllis Margaret Logan (ur. 11 stycznia 1956 w Paisley) – szkocka aktorka filmowa, telewizyjna, teatralna i głosowa.
Laureatka nagrody BAFTA dla najbardziej obiecującego debiutanta oraz kilku innych nagród za rolę w filmie Another Time, Another Place, a także zbiorowo trzech Nagród Gildii Aktorów Ekranowych za występ zespołu w serialu dramatycznym Downton Abbey.

## Życiorys
Studiowała w Royal Scottish Academy of Music and Drama w Glasgow, którą ukończyła ze złotym medalem.
Jej mężem jest aktor Kevin McNally, mają syna Davida.

## Filmografia
- Another Time, Another Place (1983)
- 1984 (1984)
- Lovejoy (1986-1994, serial telewizyjny)
- Sekrety i kłamstwa (1996)
- Polowanie na grube ryby (1997)
- Szpital Holby City (1999, serial telewizyjny)
- Tajniacy (2005-2006, serial telewizyjny)
- Ale szopka! (2009)
- Downton Abbey (2010-2015, serial telewizyjny)
- Downton Abbey (2019, film)
- Downton Abbey: Nowa epoka (2022, film)